# Дубіновський Лазар Ісаакович
Лазар (Лейзер) Ісаакович Дубіновський (рум. Lazăr Dubinovschi 18 квітня (1 травня) 1910, Фалешти, Бельцький повіт, Бессарабська губернія, Молдавія — 29 листопада 1982, Кишинів, Молдавія) — молдавський радянський скульптор-портретист. Народний художник Молдавської РСР (1963). Член-кореспондент Академії мистецтв СРСР (1954).

## Біографія
Майбутній скульптор народився в бессарабському містечку Фалешти (за іншими даними в сусідньому селі Старий Альбінец — тепер Фалештський район Молдови) в сім'ї вчителя Іцка (Іцхока) Дубіновського. У 1917 році сім'я переїхала в Бєльци, де він вступив до гімназії і зайнявся малюванням в гуртку вчителя місцевої гімназії І. В. Савіна. Ліпити почав самостійно.
У п'ятнадцятирічному віці був прийнятий в Бухарестську академію мистецтв, де навчався з 1925 по 1930 рік в класі Оскара Хана — ательє Дімітріє Пачурі. Одночасно, в 1927—1930 роках, брав уроки вокалу у професора Бухарестської консерваторії Георге Фолеску (ліричний тенор). У 1929 році стажувався в академії Гранд-Шомьер в Парижі у Антуана Бурделя. У 1930 році повернувся в Бєльци і влаштувався викладачем малюнка в приватну гімназію.
Почав виставлятися на салонах Бессарабського товариства образотворчих мистецтв, організованих Шнеєр Коганом. Перша персональна виставка відбулася в Яссах в 1939 році. Уже тоді проявляється особливий інтерес скульптора до портретистики: серед іншого в експозиції виставлені портрети румунських професорів А. Філіппіде і Г. Ібреіляну. Після приєднання Бессарабії до СРСР в 1940 році працював головним художником Будинку Червоної Армії в Бєльцях.

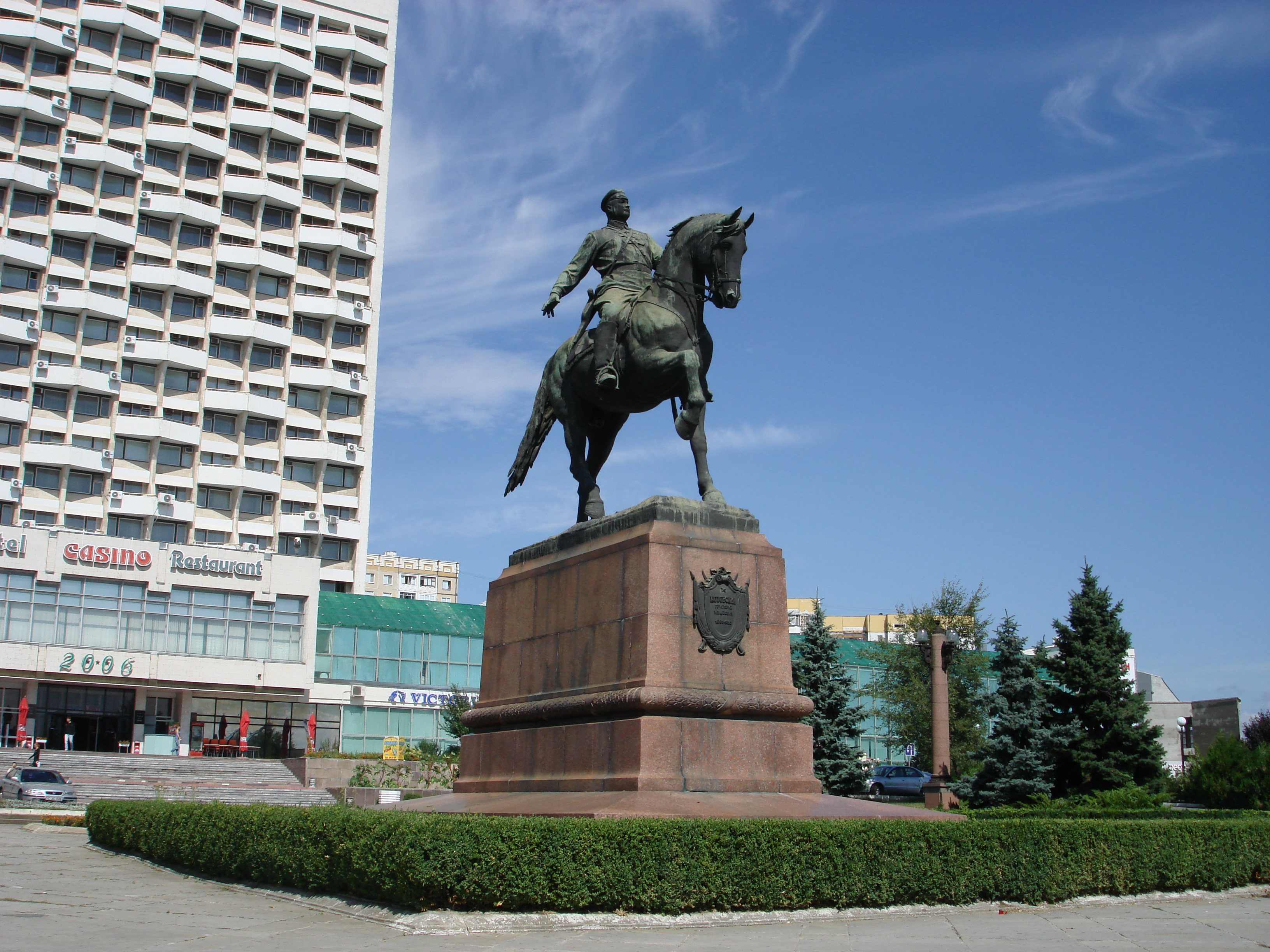
Пам'ятник Котовському, 1954

З 1941 року — на фронті; демобілізований після важкого поранення в 1943 році, на лікування у військовий госпіталь в Іркутську. Після закінчення Великої Вітчизняної війни оселився в Кишиневі.
До 1951 року працював начальником управління образотворчих мистецтв комітету у справах мистецтв Молдавської РСР. У 1964-1972 роках був головним редактором художньо-експертної колегії міністерства культури МРСР. 
У 1951—1953 роках — в Москві в майстерні Є. В. Вучетича, в тому числі в складі скульпторскої групи, яка працювала над монументальною скульптурою Сталіна для Волго-Донського каналу. Відразу після повернення працює над кінною статуєю комбрига Григорія Котовського, встановленої в центрі Кишинева в 1954 році. У сезон 1956—1957 року брав участь в постановці першої молдавської опери «Грозован» Д. Г. Гершфельда на сцені Молдавського театру опери, балету і драми імені А. С. Пушкіна (роль Хрісовергі).
У 1957 році працює над серією бюстів класичних авторів румунської (молдавської) літератури для планованої Алеї класиків в міському парку Пушкіна (відкрита в тому ж році). На Алеї класиків встановлені бюсти Міхая Емінеску (до його образу Дубіновський неодноразово повертався протягом всієї кар'єри), Василе Александрі, Георге Асакі і Костаке Негруцці роботи Дубіновського. У 1972 році виконав надгробний пам'ятник на могилі дружини Ліли Дубіновської (уродж. Шпільберг, 1910—1966) на вірменському кладовищі в Кишиневі.
Для Музею єврейських громад Румунії в Бухаресті зробив пам'ятник жертвам нацизму: віддаляючі босі сліди двох виживших в'язнів концтаборів на простій цементній доріжці, що веде в далечінь до сірої як дим, порожнистої та неочерченої жіночої фігури. У 1977—1982 роках працював над своєю останньою скульптурою « Реквієм», присвяченій Катастрофі європейського єврейства. Зображений на ній одягнений в талес, що молиться єврей ніби підводить підсумок творчого шляху самого скульптора.
В кінці 1940-х і впродовж 1950-х років виступав на сцені Кишинівського театру опери і балету (ліричний тенор), в тому числі в «Сорочинській ярмарці» М. П. Мусоргського (партія поповича Афанасія Івановича, 1958), в опері «Грозован» Д. Г. Гершфельд (партія Хрісавергі, 1956—1957), «Євгеній Онєгін» П. І. Чайковського (партія Трике, 1956—1957), «Царська наречена» Н. А. Римського-Корсакова (партія царського лікаря Єлисея Бомелія, 1958—1959).
Лазар Дубіновський помер в 1982 році, похований на Центральному (Вірменському) кладовищі в Кишиневі — поруч з дружиною і батьками.

## Сім'я
Сини:
- молдавський скульптор Сергій Лазаревич Дубіновський (1946—2002);
- молдавський геолог Веніамін Лазарович Дубіновський (рід. 1935), доктор геолого-мінералогічних наук, автор 7 наукових монографій, в 1962—2008 роках старший науковий співробітник Інституту геології і корисних копалин АН Молдавії[4].

## Творчість
Лазарю Дубіновському належить серія пам'ятників в Кишиневі (див. нижче), Бєльцях (Леніну і молодогвардійцю Борису Главану), Котовську (скульптурна композиція «Котовський») і деяких інших містах Молдови. Так в Кишиневі ним були виконані пам'ятники «Героям-комсомольцям» на проспекті Молоді (1959), композитору Штефану Няге (фото, 1964), «Звільнення» перед готелем «Кишинеу» (1969, див. Тут [Архівовано 2 березня 2008 у Wayback Machine.]), Максиму Горькому поруч з Держбанком (нині Органний зал, 1972), і, нарешті, Марксу і Енгельсу перед будівлею ЦК Компартії Молдавії (1976, зруйнований в 1991), пам'ятник С. К. Тимошенко на батьківщині маршала в селі Фурманка Одеської області (архітектор — Є. П. Вулих, 1967).
Однак перш за все Дубіновський відомий створеною ним протягом багатьох років серією скульптурних портретів — Олексія Щусєва, Хо Ши Міна (1968), Аркадія Райкіна (1976—1977), Антона Рубінштейна, Дмитра Кантеміра, Йосипа Балцана, Валентина Меднека, Іллі Богдеско, Андрія Лупана (1955, тут [Архівовано 27 вересня 2007 у Wayback Machine.]), Петра Вершигори (1957 тут [Архівовано 27 вересня 2007 у Wayback Machine.]), Геннадія Соломінова (1957) [Архівовано 27 вересня 2007 у Wayback Machine.] і багатьох інших [Архівовано 27 вересня 2007 у Wayback Machine.] (тут [Архівовано 4 березня 2016 у Wayback Machine.]).
Член-кореспондент Академії мистецтв СРСР (1954), почесний член Спілки художників Румунії (1961), Народний художник Молдавії (1963), лауреат державної премії МРСР (1971). Нагороджений орденами Трудового Червоного Прапора (1948) і Леніна (1960). Серед учнів Дубіновського скульптори Лев Штейнман (нар. 1945) і Григорій Потоцький (нар. 1954).
Роботи Дубіновського зберігаються в Національному художньому музеї Молдови, в Державній Третьяковській галереї (портрет академіка К. І. Скрябіна), Державному Російському музеї в Санкт-Петербурзі і в деяких інших галереях. На основі дарованих Дубіновським 13 скульптур в Фалештах в 1979 році був заснований музей історії та етнографії, де скульптурам Дубіновського виділений другий поверх.
Скульптура з дерева героя молдавського фольклору Стримба Лемне [Архівовано 15 серпня 2018 у Wayback Machine.] («Деревогиб») робота Дубіновського (посольство Росії в Люксембурзі, 1945) була використана Цехановичем і Новаком в офіційній емблемі міста Бєльци радянського періоду.

## Пам'ять
У 2005 році урядом Молдови було прийнято рішення встановити на будинку Дубіновського в Кишиневі (колишня вулиця Леніна, 132) меморіальну дошку на його честь.
На могилі Дубіновського в 1984 році був встановлений бронзовий портрет скульптора роботи Валерія Ротаря (1945—1986, див. Тут [Архівовано 23 вересня 2015 у Wayback Machine.], в кінці 1990-х років демонтований разом з надгробної табличкою). Також в 1991 році були знищені пам'ятники Марксу і Енгельсу, Максиму Горькому і горельєф «Мистецтво Молдавії» на фронтоні Національного театру Міхая Емінеску в Кишиневі. Також втрачено бронзовий бюст над могилою Ліли Дубіновської (1910—1966), його ж роботи.

## Нагороди
- орден Леніна (1960)
- Орден Жовтневої Революції (30.04.1980)[6]
- Орден Трудового Червоного Прапора (1948)
- медалі

## Галерея
- Портрет Л. Дубіновського роботи Дмитра Пейчева (1977) [Архівовано 7 вересня 2019 у Wayback Machine.] (див. Пейчев Дмитро Петрович)
- Скульптурний портрет Л. Дубіновського роботи його учня Григорія Потоцького (1982) [недоступне посилання з Июнь 2018]
- Скульптурний портрет Л. Дубіновського роботи Валерія Ротаря (1984) [Архівовано 23 вересня 2015 у Wayback Machine.]

### Вибрані галереї
- Галерея бюстів роботи Лазаря Дубіновського [Архівовано 28 січня 2020 у Wayback Machine.]
- Монументи роботи Лазаря Дубіновського в Кишиневі

### Скульптура
- Стримба-Лемнія (1945) [Архівовано 24 березня 2012 у Wayback Machine.]
- Флоріка (1955) [Архівовано 24 березня 2012 у Wayback Machine.]
- Андрій Лупан (1955) [Архівовано 24 березня 2012 у Wayback Machine.]
- Петро Вершигора (1957) [Архівовано 24 березня 2012 у Wayback Machine.]
- Міхай Емінеску [Архівовано 2 березня 2008 у Wayback Machine.]
- Пробудження (дерево, 1957) [Архівовано 2 березня 2008 у Wayback Machine.]
- Молдавський селянин (1960) [Архівовано 24 березня 2012 у Wayback Machine.]
- К. І. Скрябін (1961) [Архівовано 4 березня 2016 у Wayback Machine.]
- Антон Рубінштейн [Архівовано 2 березня 2008 у Wayback Machine.]
- Ліла Дубіновська (1976)
- Людмила Цончева (1977) [Архівовано 24 березня 2012 у Wayback Machine.]
- Ада Зевіна [Архівовано 2 березня 2008 у Wayback Machine.] (А. М. Зевіна)
- Геннадій Соломін (1978) [Архівовано 24 березня 2012 у Wayback Machine.]
- Ілля Богдеско (1979) [Архівовано 24 березня 2012 у Wayback Machine.]
- Олег Даїна (1980) [Архівовано 24 березня 2012 у Wayback Machine.]
- Реквієм (1982) [Архівовано 24 березня 2012 у Wayback Machine.]
- Обкладинка каталогу (2004) [Архівовано 2 березня 2008 у Wayback Machine.]

### Пам'ятники
- Григорій Котовський у Кишиневі (1954)
- Міхай Емінеску 1 (1957)
- Міхай Емінеску 2 (1957)
- Василе Александрі (1957)
- Георге Асаки (1957)
- Молодь Молдови (1959)
- Героям-комсомольцям (1959)
- Штефан Няга (1964)
- Визволення 1 (1969)
- Визволення 2 (1969)
- Валентин Меднек (1971)
- Олексій Бєльський (1972)
- Максим Горький (1972)
- Григорій Котовський у Ганчешти (1974)
- Маркс і Енгельс (1976)
- Яким Гросул (1976)
- Монографія (2004)